# Villa du prieuré de Malte
La villa du prieuré de Malte (en italien : Villa del Priorato di Malta) est une propriété située dans le quartier de Ripa, Aventin, à Rome en Italie. Il s'agit du siège historique  de l'ordre souverain de Malte. Dans la propriété se trouve l'église nationale de  l'ordre à Rome. La villa est le siège de l'ambassade de l'ordre souverain de Malte auprès du Vatican et de l'Italie : elle bénéficie de l'extraterritorialité depuis 1869.

## Historique
Le site, se trouve sur une élévation qui donne directement sur le Tibre et l'accès au pont Sublicius, était déjà un monastère bénédictin fortifié au Xe siècle. Le monastère passe aux Templiers et après la dévolution de leur ordre aux Hospitaliers l'ordre de Saint-Jean de Jérusalem, prédécesseurs de l'actuel ordre souverain de Malte. Une reconstruction radicale est réalisée du XVe siècle au XVIIe siècle. La villa se voit accorder l'extraterritorialité en 1869 par l'Italie. À l'étage noble se trouve un ensemble de portraits des grands maîtres de l'ordre.

## Le site
Le site est accessible par la via Santa Sabina, qui se termine sur la pittoresque petite piazza dei Cavallieri di Malta. Celle-ci est fermée sur deux côtés par les cyprès du jardin des Bénédictins qui soutiennent les obélisques et des stèles construits en 1765 par Giovanni Battista Piranesi : il s'agit de l'une des rares conceptions de ce « graveur de vues romaines » qui se piquait d'être un architecte. En face, s'élève le campanile de Style néo-roman de l'église Sant'Anselmo all'Aventino, attachée au séminaire international bénédictin (Seminario Internazionale Benedittino).
La villa est connue pour sa vue parfaite (appelée le « trou de la serrure ») sur le dôme de la basilique Saint-Pierre.

## Église Santa Maria del Priorato
L'église de Santa Maria del Priorato, est une ancienne église qui remonte au Xe siècle entièrement redessinée par Giovanni Battista Piranesi en 1765, qui constitue peut-être l'exemple le plus ancien de l'architecture néo-classique à Rome. La façade de l'église présente des pilastres doubles et cannelés sur les bords donnant une apparence de façade de temple.

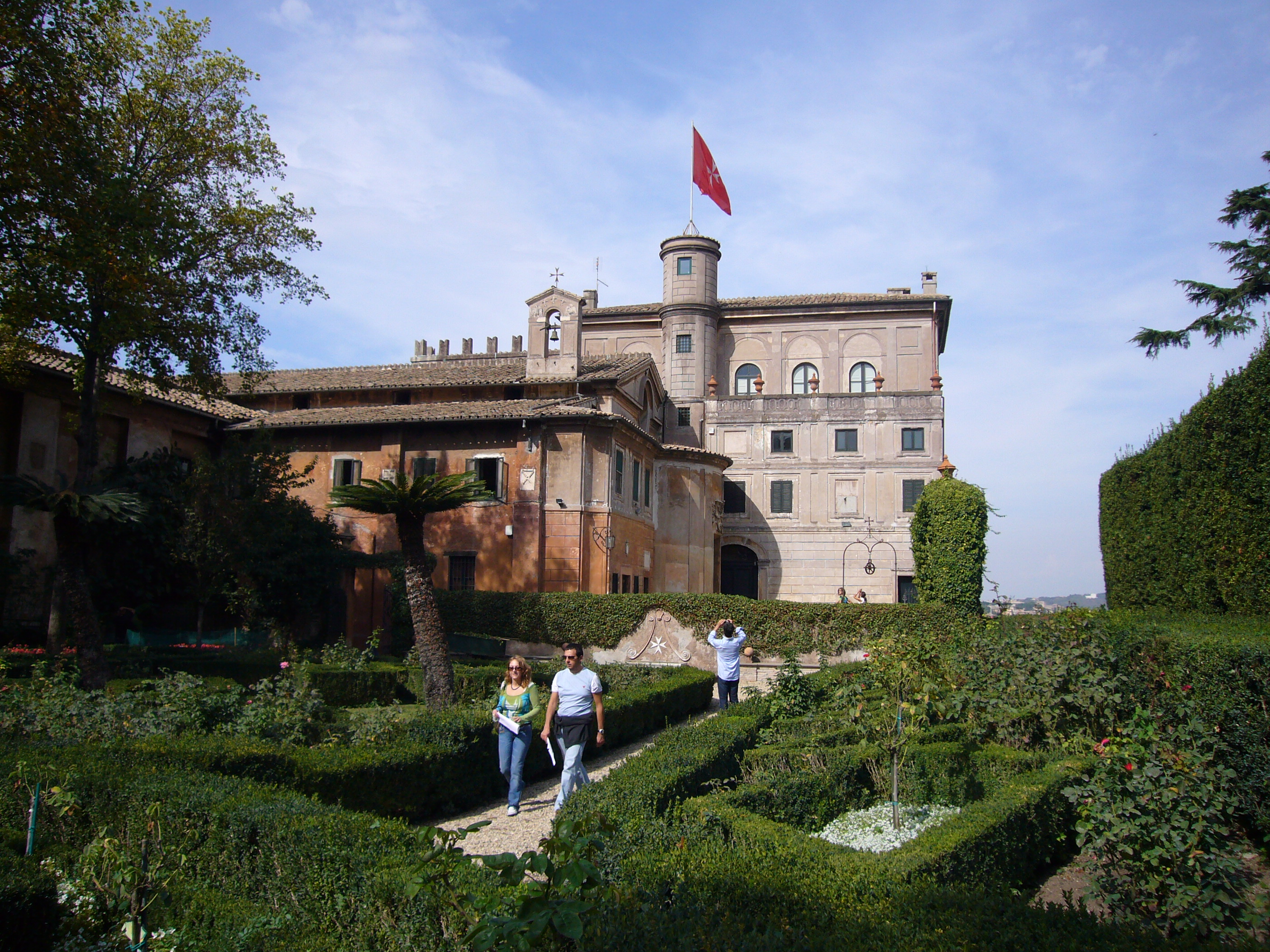
Le jardin de la villa du prieuré de Malte à Rome.
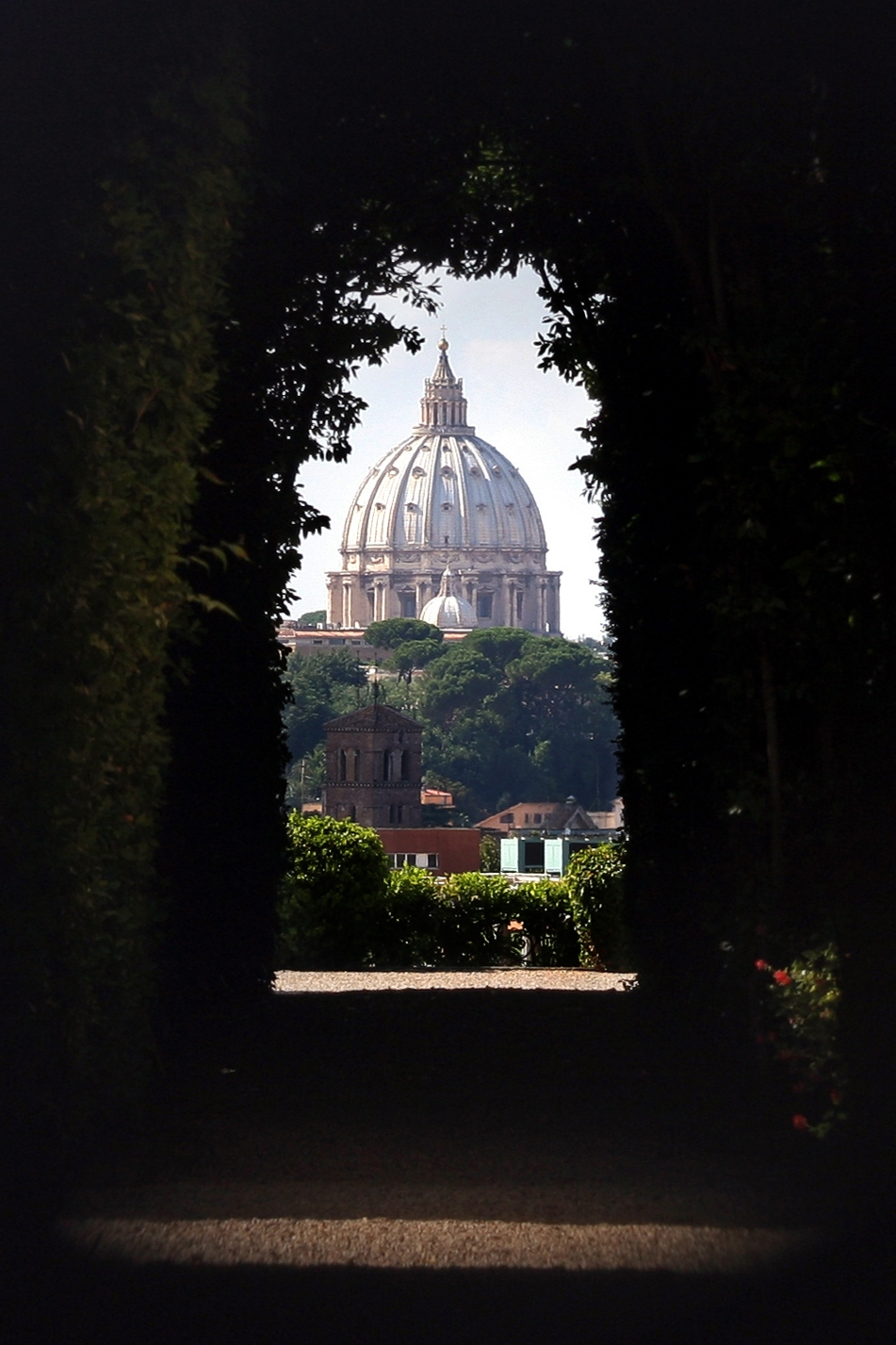
Le trou de la serrure qui permet de voir le dôme de Saint-Pierre.
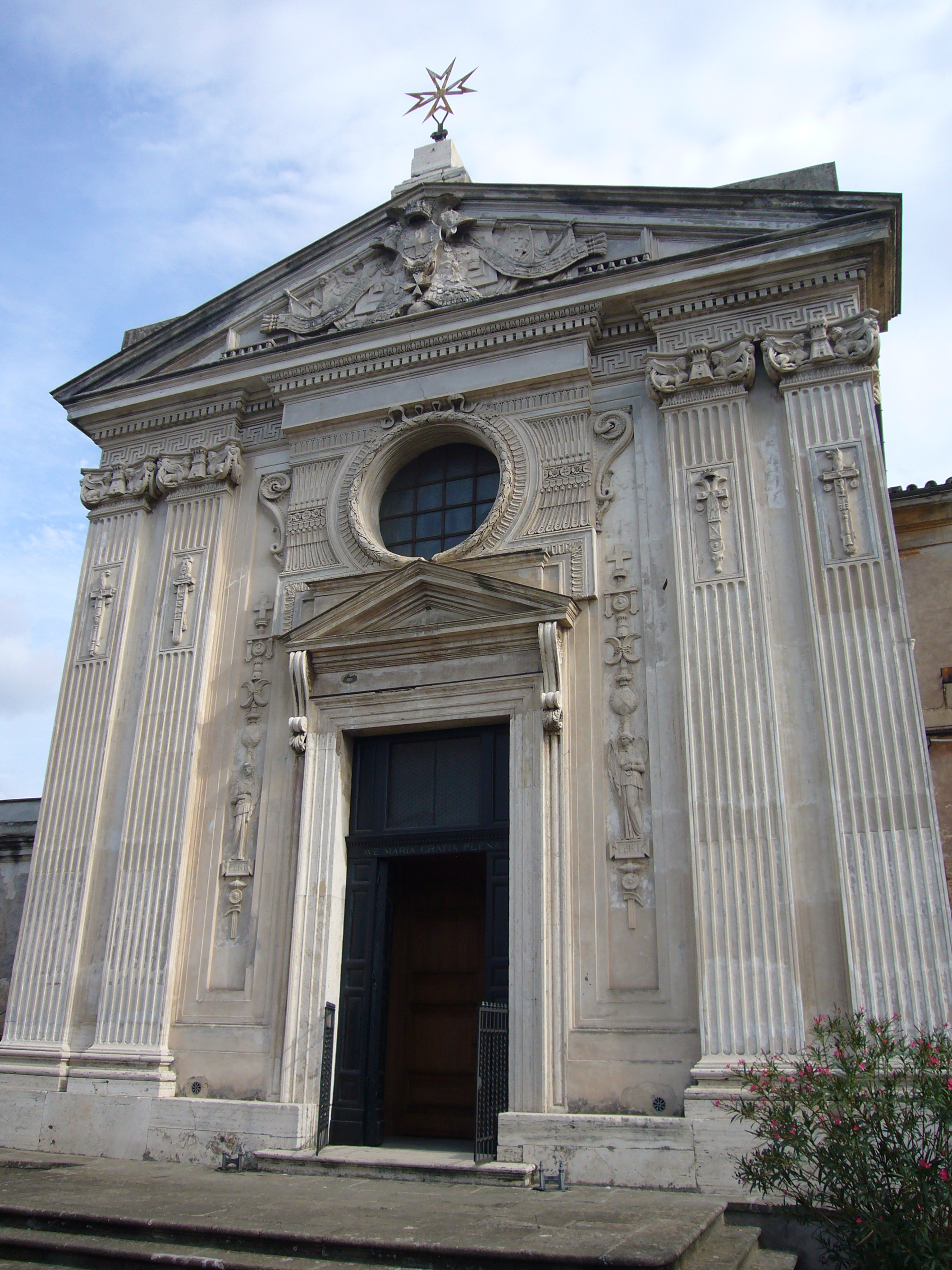
L'église Santa Maria del Priorato.

## Source
- (en) Cet article est partiellement ou en totalité issu de l’article de Wikipédia en anglais intitulé « Villa del Priorato di Malta » (voir la liste des auteurs).